# Placa de vídeo
Placa de vídeo, também chamada placa gráfica ou aceleradora gráfica, é uma placa de expansão que gera uma saída de alimentação de imagens para um dispositivo de exibição (como um monitor de computador). É responsável por gerar e renderizar gráficos tanto 2D quanto 3D. Frequentemente, estas são anunciadas como placas gráficas discretas ou dedicadas, enfatizando a distinção entre elas e as placas gráficas integradas.
A maioria das placas gráficas não se limita à simples saída de exibição. Seu processador gráfico integrado (GPU) pode realizar processamento adicional, removendo esta tarefa do processador central do computador. Por exemplo, Nvidia e AMD (anteriormente ATI) produziram placas que tornam os dutos gráficos OpenGL e DirectX no nível de hardware. Nos últimos anos da década de 2010, houve também uma tendência de usar as capacidades computacionais do processador gráfico para resolver tarefas não-gráficas, o que pode ser feito através do uso de OpenCL e CUDA. As placas gráficas são usadas extensivamente para treinamento IA, mineração de moedas criptográficas e simulação molecular.
Normalmente, a placa gráfica é feita na forma de uma placa de circuito impresso (placa de expansão) e inserida em um slot de expansão, universal ou especializado (AGP, PCI Express). Alguns foram feitos usando caixas dedicadas, conectadas ao computador através de uma estação de acoplamento ou de um cabo. Estes são conhecidos como eGPUs.

## História
A 3dfx Interactive foi uma das primeiras empresas a desenvolver uma GPU com aceleração 3D (com a série Voodoo, lançada em novembro de 1996) e a primeira a desenvolver um chipset gráfico dedicado ao 3D, mas sem suporte 2D (o que exigiu, portanto, a presença de uma placa 2D para funcionar). Agora a maioria das placas gráficas modernas são construídas com chips gráficos de origem AMD ou Nvidia.
Na indústria, as placas gráficas são às vezes chamadas placas adicionais gráficas, abreviadas como AIBs.

## Gráficos integrados e dedicados
Como alternativa ao uso de uma placa gráfica, o hardware de vídeo pode ser integrado a CPU, placa-mãe (comumente chamada onboard) ou System-on-a-chip, entretanto, os gráficos integrados possuem uma potência menor, além de compartilharem a mesma memória do sistema principal, diferentemente de uma dedicada que consta com RAM e ventoinha exclusiva para o resfriamento. Os gráficos integrados são usados principalmente em laptops, tablets e smartphones por terem tamanhos compactos e baixo custo.
Tanto a AMD quanto a Intel introduziram CPUs e chipsets de placas-mãe que suportam a integração de uma GPU no mesmo molde que a CPU. A AMD comercializa CPUs com gráficos integrados sob a marca comercial Accelerated Processing Unit (APU), enquanto a Intel comercializa tecnologia semelhante sob a marca "Intel HD Graphics". Com os processadores de 8.ª geração, a Intel anunciou a série Intel UHD Graphics para melhor suporte de monitores 4K. Embora ainda não sejam equivalentes ao desempenho de soluções dedicadas, a plataforma HD Graphics da Intel fornece desempenho que se aproxima de gráficos dedicados de médio alcance, e a tecnologia AMD APU foi adotada pelos consoles de jogos eletrônicos PlayStation 4 e Xbox One.

## Demanda de energia e tamanho
Como o poder de processamento das placas gráficas aumentou, também aumentou sua demanda por energia elétrica. As atuais placas gráficas de alto desempenho tendem a consumir grandes quantidades de energia. Por exemplo, o thermal design power (TDP) para a GeForce Titan RTX é de 280 watts. Enquanto os fabricantes de CPU e de fontes de alimentação se moveram recentemente para uma maior eficiência, as demandas de energia das GPUs continuaram a aumentar, por isso as placas gráficas podem ter o maior consumo de energia de qualquer parte individual em um computador. Embora as fontes de alimentação também estejam aumentando sua potência, o gargalo é devido à conexão PCI-Express, que se limita a fornecer 75 watts. As placas gráficas modernas com um consumo de energia superior a 75 watts geralmente incluem uma combinação de tomadas de seis pinos (75 W) ou oito pinos (150 W) que se conectam diretamente à fonte de alimentação.
As placas gráficas para computadores desktop vêm em um dos dois perfis de tamanho, o que pode permitir que uma placa gráfica seja adicionada até mesmo a PCs de pequeno porte. Algumas placas gráficas não são do tamanho habitual, assim categorizadas como sendo low profile (tradução literal: baixo perfil).

## Escala multi-cartão
Algumas placas gráficas podem ser ligadas entre si para permitir o escalonamento do processamento gráfico em várias placas. Isto é feito usando ou o barramento PCIe na placa mãe, ou mais comumente, uma ponte de dados. A maioria das placas de baixa potência não são capazes de ser ligadas desta forma. AMD e Nvidia têm ambos métodos proprietários de escalonamento, CrossFireX para AMD, e SLI (desde a geração Turing, substituída pela NVLink) para Nvidia. Cartões de diferentes fabricantes de chipset ou arquiteturas não podem ser usados em conjunto para escalonamento multi-cartão. Se uma placa gráfica tiver diferentes tamanhos de memória, será utilizado o valor mais baixo, sendo que os valores mais altos serão desconsiderados. Geralmente o escalonamento em cartões de grau de consumo pode ser feito utilizando até quatro cartões.

## Indústria e mercado
A AMD e Nvidia são as principais fornecedoras do mercado de GPUs. No terceiro trimestre de 2013, a AMD teve uma participação de mercado de 35,5% enquanto a Nvidia teve uma participação de mercado de 64,5%.
As remessas de cartões gráficos atingiram um total de 114 milhões em 1999. Em contraste, totalizaram 14,5 milhões de unidades no terceiro trimestre de 2013, uma queda de 17% em relação aos níveis do terceiro trimestre de 2012, e 44 milhões no total em 2015. As vendas de placas gráficas tiveram tendência decrescente devido a melhorias nas tecnologias gráficas integradas; gráficos de alta qualidade integrados à CPU podem proporcionar desempenho competitivo com placas gráficas de baixa qualidade. Ao mesmo tempo, as vendas de placas gráficas cresceram no segmento high-end, já que os fabricantes mudaram seu foco para priorizar o mercado de jogos e entusiastas.
Além dos segmentos de jogos e multimídia, as placas gráficas têm sido cada vez mais utilizadas para computação de uso geral, tais como grandes processamentos de dados. O crescimento da criptomoeda coloca uma grande demanda em placas gráficas de alta qualidade, especialmente em grandes quantidades, devido às suas vantagens no processo de mineração. Em janeiro de 2018, as placas gráficas de médio e alto nível sofreram um grande aumento de preço, com muitos varejistas tendo escassez de estoque devido à significativa demanda entre este mercado. As empresas de cartões gráficos lançaram cartões específicos para mineração, projetados para funcionar 24 horas, sete dias por semana, e sem portas de saída de vídeo. A indústria de placas gráficas sofreu um revés devido à escassez de chips em 2020-2021.Em julho de 2022, os preços finalmente começaram a cair. Esse fenômeno se deve a volta da disponibilidade das placas de vídeo no mercado global em fevereiro de 2022, entretanto o fator mais impactante para os preços despencarem, foi a repressão do governo à mineração de criptomoedas na China, país este que alimenta quase 80% do comércio mundial de criptomoedas. Junto desta ação do governo Chinês, houve a queda geral do valor do Bitcoin devido à queda da participação deste país que é tão impactante neste ramo, em que este fator também ajudou na redução dos preços das placas de vídeo por afetar a mineração a nível global.

## Partes
Uma placa gráfica é uma placa de circuito impresso constituída de vários componentes, sendo os seus principais: processador gráfico (GPU), memória de vídeo, conversor digital para analógico de memória de acesso aleatório (RAMDAC), chip de sistema de entrada/saída (BIOS) e o software do drive, além de geralmente possuírem um dissipador de calor e/ou ventilador.
Elas se conectam a placa-mãe através de PCI Express x16 e x1, PCI, AGP. Geralmente a saída de vídeo é por D-Sub/VGA, DVI, HDMI e DisplayPort/Mini-DisplayPort.